# Puerto Escondido (Córdoba)
Puerto Escondido é um município da Colômbia, localizado no departamento de Córdoba.